# Seán Heuston Bridge
Die Seán Heuston Bridge, bis 1922 King’s Bridge, bis 1941 Patrick Sarsfield Bridge, ist eine 1828 eröffnete Straßenbrücke über den Fluss Liffey in Dublin, Irland, die seit 2002 nur noch von Fußgängern und der roten Linie der Straßenbahn Dublin benutzt wird. Die Brücke ist nach Seán Heuston (1891–1916) benannt, dem später hingerichteten Anführer des Osteraufstandes von 1916, der gewaltsam versuchte, die Unabhängigkeit Irlands von Großbritannien zu erzwingen.  

## Geschichte
Die Brücke ersetzte einen Fährdienst, der den Fluss fast hundert Jahre lang an dieser Stelle querte und die Phoenix Iron Works auf der Nordseite mit dem Stadtteil Kilmainham verband. 
Daniel O’Connell, ein irischer Politiker, ließ anlässlich des Besuchs von König Georg IV. im Jahre 1821 Geld für ein bleibendes Bauwerk sammeln, das an den Besuch erinnern sollte. Der ursprünglich vorgeschlagene Königspalast ließ sich nicht realisieren, weil zu wenig Spenden zusammenkamen. Es wurde deshalb beschlossen, stattdessen eine Brücke zu bauen, die in Erinnerung an den Königsbesuch als King’s Bridge bezeichnet wurde. Der Name war nach der Unabhängigkeit Irlands von Großbritannien nicht mehr angebracht, weshalb die Brücke 1922 nach dem rebellischen Aristokraten und Nationalhelden Patrick Sarsfield in Patrick Sarsfield Bridge geändert wurde. Weil der neue Name in der Bevölkerung nicht Fuß fassen konnte, wurde er 1941 abermals in das heutige Seán Heuston Bridge geändert.    
Die Brücke wurde von den Phoenix Iron Works nach den Plänen des britischen Architekten George Papworth gebaut und versah viele Jahre trotz größer werdender Verkehrslasten ihren Dienst. Erst 1980 musste eine Gewichtsbeschränkung auf zwei Tonnen eingeführt werden und als Ersatz nur 65 Meter unterhalb der bestehenden Brücke die Frank Sherwin Bridge gebaut werden.
In den Jahren 2001 und 2002 wurde die Brücke für die Benutzung durch die Straßenbrücke für vier Millionen Euro saniert, wobei das gusseiserne Tragwerk durch ein Stahlfachwerk ersetzt wurde.